# Pikelʹner (cráter)
Pikelʹner es un cráter de impacto perteneciente a la cara oculta de la Luna, nombrado en memoria del astrónomo ruso Solomon Pikelner. Se encuentra al sureste del cráter de mayor tamaño Van der Waals, y al norte del Vallis Planck. Pikelʹner invade más de la mitad del cráter satélite Pikelʹner Y hacia el norte. Casi en contacto con el borde exterior suroeste de Pikelʹner aparece una gran formación de cráteres superpuestos con el cráter más pequeño de la pareja, Pikelʹner S, en el lado norte.
|  |

El borde exterior de Pikelʹner está bien definido y presenta poca erosión, dándole la apariencia de ser un impacto relativamente reciente. El suelo interior es algo desigual, posiblemente debido a los depósitos de material de eyección. Está libre de impactos notables en su interior.

## Cráteres satélite
Por convención estos elementos son identificados en los mapas lunares poniendo la letra en el lado del punto medio del cráter que está más cercano a Pikelʹner.
|           | \| Pikelʹner \| Coordenadas \| Diámetro \| \| --------- \| ------------------------------- \| -------- \| \| F \| 48°00′S 127°36′E / -48.0, 127.6 \| 30 km \| \| G \| 49°06′S 128°18′E / -49.1, 128.3 \| 24 km \| \| S \| 48°42′S 120°12′E / -48.7, 120.2 \| 62 km \| \| Y \| 47°24′S 123°06′E / -47.4, 123.1 \| 52 km \| |          |
| Pikelʹner | Coordenadas | Diámetro |
| F         | 48°00′S 127°36′E / -48.0, 127.6 | 30 km    |
| G         | 49°06′S 128°18′E / -49.1, 128.3 | 24 km    |
| S         | 48°42′S 120°12′E / -48.7, 120.2 | 62 km    |
| Y         | 47°24′S 123°06′E / -47.4, 123.1 | 52 km    |

Cráteres satélite renombrados por la UAI:
- El cráter satélite Pikelʹner K (50°18′S 124°48′E / -50.3, 124.8) pasó a ser denominado Hildegard K en febrero de 2016 (véase Hildegard (cráter)).[1]